# 콜 오브 듀티: 유나이티드 오펜시브
《콜 오브 듀티: 유나이티드 오펜시브》(Call of Duty: United Offensive)는 FPS 컴퓨터 게임으로 《콜 오브 듀티》의 확장팩이다. 이것은 그레이 매터 인터랙티브(Gray Matter Interactive))가 개발하고, Pi 스튜디오(Pi Studios)의 지원을 받아, 액티비전이 배급했다. 윈도우 용으로 2004년 9월 14일에 출시되었다.
2006년 10월 13일부터, 밸브 콘텐츠 전달 플랫폼, 스팀에서 구매할 수 있게 되었다. 이것은 이 게임의 배급사 액티비전과 조약을 맺은 이후에 생겨서 가능하게 된 것이다. 그곳에는 지금 원본 《콜 오브 듀티》부터 그의 후편, 《콜 오브 듀티 2》, 그리고 서부 미국에 관한 《GUN》이 있다.
원본 《콜 오브 듀티》를 이어, 《밴드 오브 브라더스》의 영향을 받은 미국 캠페인이 있다. 영국의 시실리 침공에 대해서는 《나발론 요새》의 영향을 받았다고도 한다.